# Ярославський Володимир Юрійович
Володимир Юрійович Ярославський (22 квітня 1979, Слуцьк, Білоруська РСР, СРСР) — український шеф-кухар, керівник і співвласник ресторанів «Lucky», «Shef's table», співзасновник міжнародної франшизи ресторанів «Nai», бренд-шеф магазину «Good Wine», співавтор кулінарної книги «100 рецептів на кожен день», а також суддя проєкту «МастерШеф Україна». Один з 25 кращих шеф-кухарів України за версією Фокус-лістингу[що це?] 2011 року. Постійний учасник фестивалю Chef's Week та спікер міжнародних конгресів шеф-кухарів Creative Chef's Summit, Chef Congress Fontegro, InRestFest. З 2022 року активно займається благодійністю та прагне популяризувати сучасну українську кухню та культуру у світі.

## Біографія
Народився в Білоруській РСР у родині українського військового. Інтерес до кулінарії прийшов ще в дитинстві Володимира — з 11 років почав експериментувати з кулінарією. Батько Володимира першим звернув увагу на захоплення сина, зрозумів і допоміг йому у виборі профільного навчального закладу.
Професійне навчання Ярославський почав у Полтавському комерційному технікумі за спеціальністю технолог харчування, який закінчив з відзнакою. Продовжив свою освіту в Полтавському кооперативному університеті. З 2004 року почав кар'єру шеф-кухаря в ресторані «Білогір'я», м. Бєлгород. У 2005 році стажувався в ресторані «Ностальжі» (Москва) з Патріком Пажесом. У 2007 році працював у ресторані російської кухні «Онєгін».
2010 року прийшов в італійський ресторан «Under Wonder» (23-я позиція в рейтингу найкращих ресторанів України), а вже наступного був визнаний одним із 25 кращих шеф-кухарів України за версією журналу «Фокус» за 2011 рік. З січня 2012 року Ярославський був шеф-кухарем Fairmont Grand Hotel Kyiv, проходив стажування в готелях цієї мережі в Дубай та Абу-Дабі. З середини жовтня 2012 — бренд-шеф мережі ресторанів «Пробка» Арама Мнацаканова. Згодом Ярославський брав участь су-шефом в українських телепроєктах Пекельна кухня, «На ножах», «Війна світів: Ревізор проти Шефа».
У 2014 році здобув вищу кулінарну освіту світового рівня в Paul Bocuse Institut у Франції. Того ж року став бренд-шефом магазину Good Wine (Київ). Окрім цього, Ярославський стажувався в ресторанах, що входять в список гіда Michelin (Tickets у Барселоні) і The world's 50 best restaurants (Ledbury в Лондоні) в ОАЕ, США, Іспанії, Великій Британії, Італії, а також у найіменитіших шефів, зокрема Альберта Адріа. Наступного 2015 року став шеф-кухарем, керуючим і співвласником ресторану Lucky Restaurant Vinoteque.

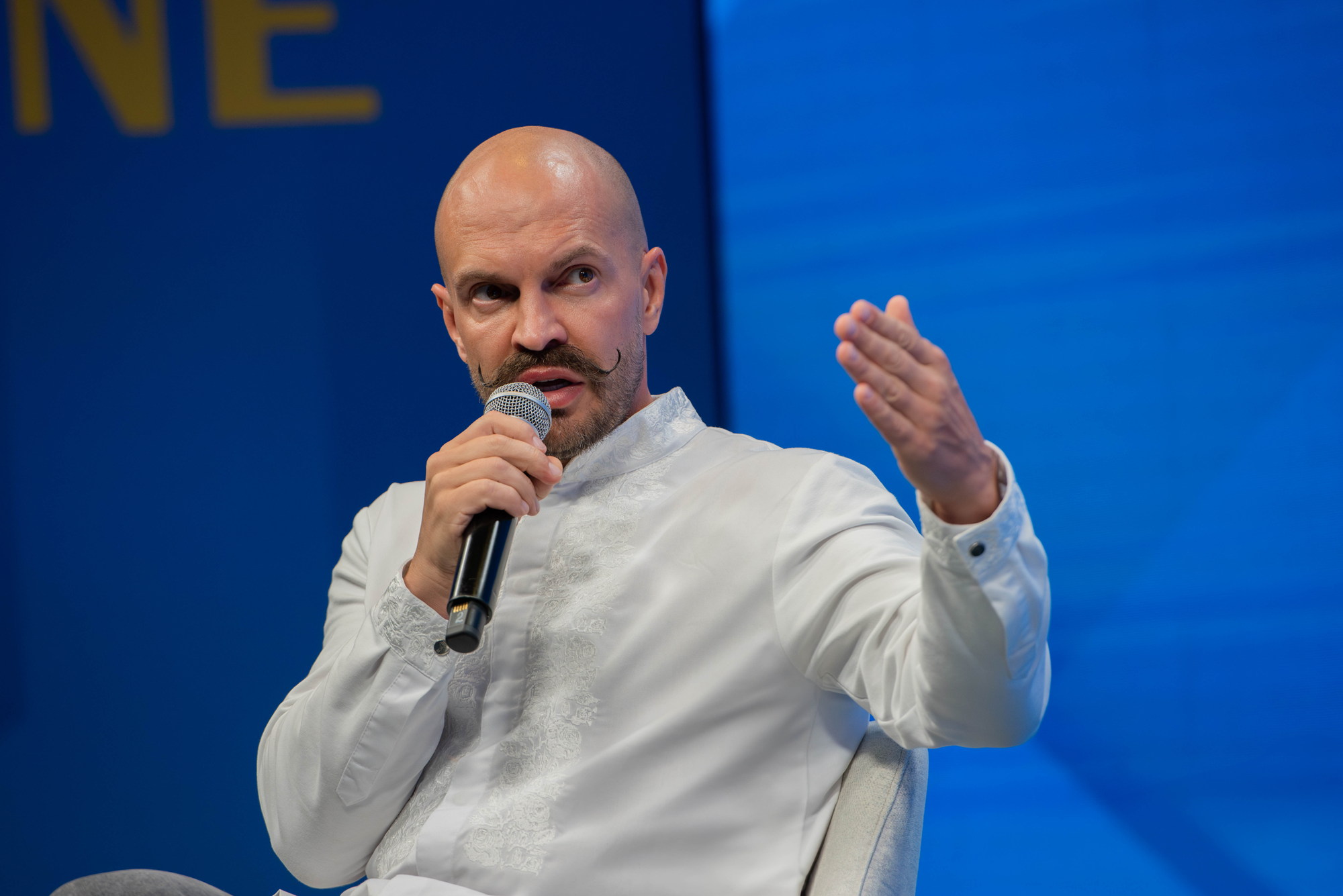
Ярославський на дні української кухні у Volia Space, серпень 2024.

З 2021 року є шеф-кухарем, керуючим і співвласником ресторану CHEF's TABLE. Того ж року Ярославський разом з Ольгою Мартиновською презентували спільно книгу «100 рецептів на кожен день».
Наступного 2022 року став співзасновником благодійного проєкту «1 млн для ОХМАДИТу», заснував та розвиває міжнародну франшизу ресторанів Nai разом з партнерами Дмитром та Оленою Товстоляк. У 2023 році були відкриті перші ресторани Nai у Вроцлаві та Празі.

## Кулінарний стиль
Кулінарна концепція Володимира Ярославського побудована на поєднанні французької класики з італійським темпераментом і сучасними тенденціями. Основу страв становить локальний продукт, який Ярославський відбирає зі всіх куточків України і представляє на міжнародних конгресах шеф-кухарів.

## Телевізійні проєкти

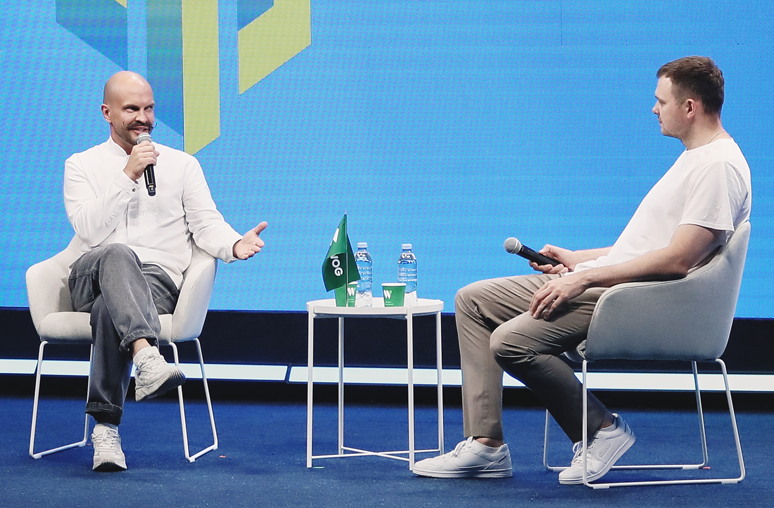
Ярославський на дні української кухні у Volia Space, серпень 2024.

- 2011 — експерт шоу «Пекельна Кухня»
- 2012 — експерт шоу «На ножах»[10]
- 2013 — експерт шоу «Пекельна Кухня», РЕН-ТВ
- 2013 — експерт шоу «Війна Світів. Ревізор проти шефа»
- 2017 — експерт шоу «Все буде добре», СТБ
- З 2019 — суддя проєкту «Майстер Шеф. Професіонали»[1]
- З 2019 — суддя проєкту «Майстер Шеф. Аматори»
- 2019 — експерт шоу «Страсті за ревізором»
- 2024 — виконав головну роль у фільмі «Тісто» разом з Ольгою Мартиновською[11]

## Ресторани

### Lucky Restaurant Vinoteque
Lucky — це ресторан-винотека, спільний проєкт Володимира Ярославського та магазину Good Wine, який вони відкрили 10 листопада 2015 року. Ресторан авторської кухні Володимира Ярославського, у якій поєднуються класичні італійські та французькі рецепти з локальними українськими продуктами, що продаються у магазині Good Wine. Особливістю Lucky є робота з найкращими продуктами, чесність та натуральність у всіх її проявах. Починаючи з 2017 року, ресторан тричі отримав нагороду від впливового американського видання та має відзнаку в «Два келиха».
Філософія ресторану: Їжа має бути не тільки смачною, а й корисною.

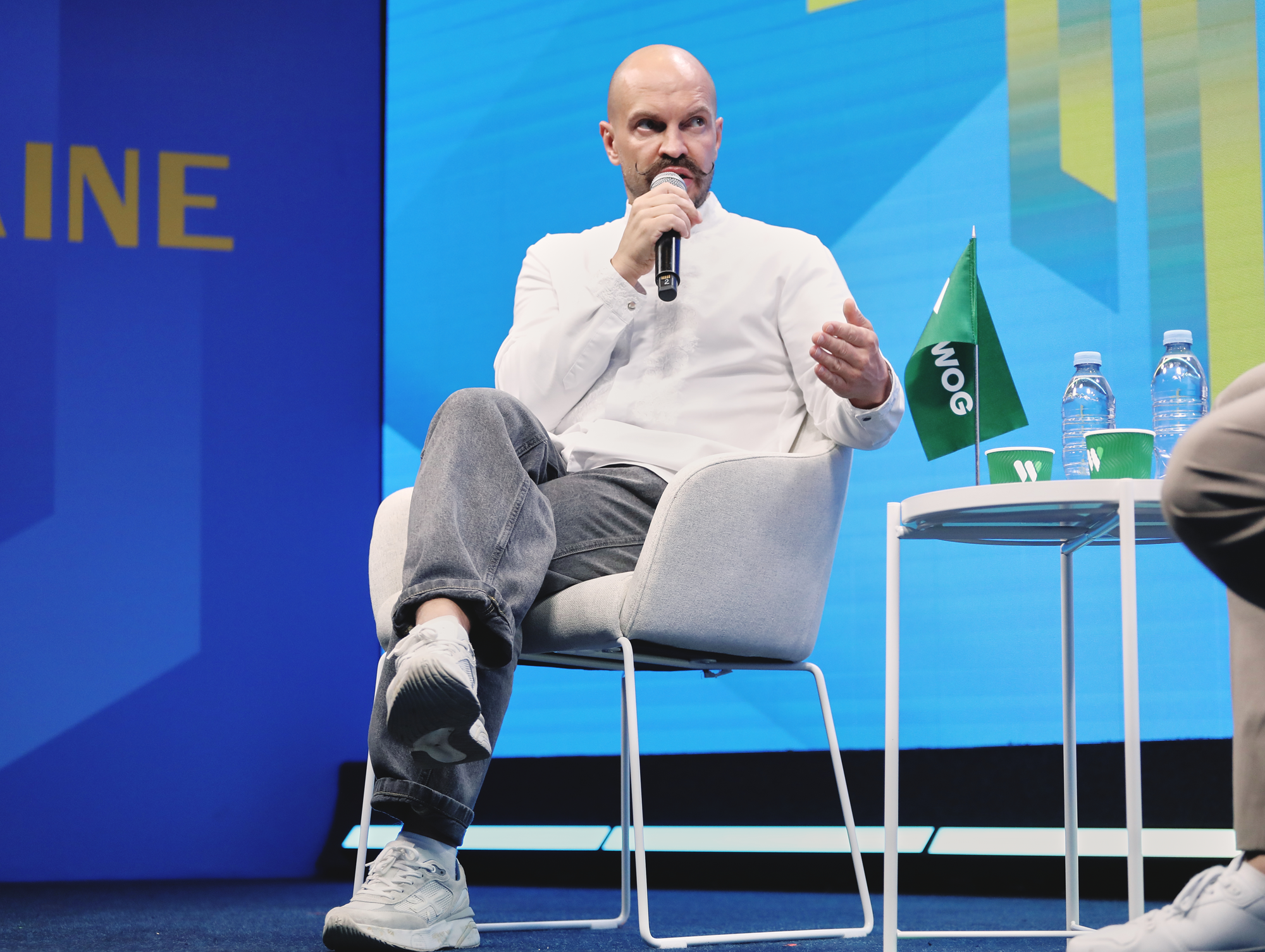
Ярославський на дні української кухні у Volia Space, серпень 2024.

#### Нагороди
1. 2016 — ТОП-100 ресторанів за версією ресторанної премії «Сіль».
2. 2017 — фіналіст Національної Ресторанної премії СІЛЬ®. Номінація «Ресторани з найкращою винною картою»[15].
3. 2019 — ТОП-100 ресторанів за версією журналу Новий Час[16].
4. 2019 — фіналіст Національної Ресторанної премії СІЛЬ®. Номінація «Ресторани з найкращою винною картою»[17].
5. 2021 — ТОП-10 найкращих ресторанів Києва, за версією журналу Новий Час[18].
6. 2023 — ТОП-5 платників податків серед ресторанів України[19].

### CHEF's TABLE
CHEF's TABLE  — ресторан відкритої кухні в колаборації Ярославського з шеф-кухарем Елеонорою Барановою, який вони відкрили 19 травня 2021 року. Ресторан знаходиться на другому поверсі ресторану Lucky, на території магазину Good Wine. Головною особливістю закладу є робота з сет-меню, яке час від часу змінюється.

#### Нагороди
1. 2022 — світовий гід 50 Best Discovery[21].

### NAI
Nai — міжнародна франшиза ресторанів сучасної кухні, родом з України. Меню та концепція розроблені Володимиром Ярославським як співвласником та адаптовані під гостей різних країн світу. У 2023 році свої відкрилися ресторани у Вроцлаві та Празі, у травні 2024 року планується запуск закладу в Нью-Йорку. Загалом анонсовано відкриття 30 ресторанів за франшизою в різних країнах світу.

#### Ресторани Nai
- Nai Wroclaw[23]. Ресторан відкрили 22-річні українці Марк та Віталій. Вони також виконують ролі керівника та шеф-кухаря закладу[24].
- Nai Prague[25]. Шефом у Празі став кухар, який до цього працював у мішленівському ресторані.
- Nai New York. У травні 2024 року анонсовано відкриття ресторану Nai у Нью-Йорку[26].